# Bronze nuragique

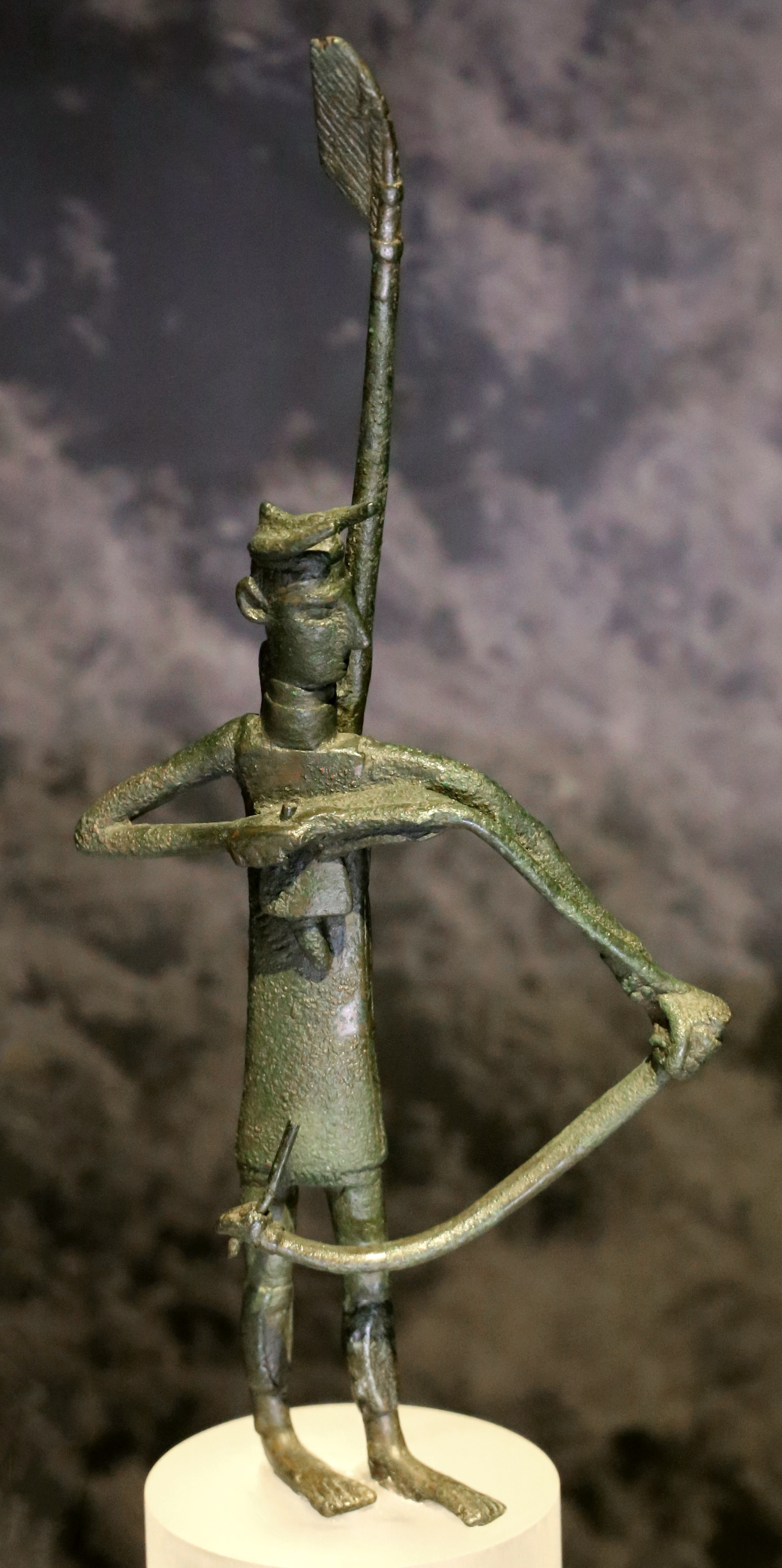
Statue en bronze d'un archer provenant du sanctuaire nuragique d'Abini -Teti (NU).

Les bronzes sardes ou nuragiques (brunzitu sardu nuragicu ou nuraghesu / nuraxesu en langue sarde) sont des statues de taille miniature confectionnées en bronze, qui représentent des personnages de la vie quotidienne ou des animaux, et sont considérées par les archéologues comme typiques de la civilisation nuragique ayant existé en Sardaigne).
Ces statues en bronze, au nombre de plus d'un millier, ont été confectionnés dans une période située entre la phase finale de l'âge du bronze et l'âge du fer, entre 1800 et 800 avant notre ère. Leur principale fonction était celle d'ex-voto,.
es plus anciennes arrivent vers 1200-1100 av. J.-C. et sur certaines « sont représentés des personnages de la vie quotidienne », mais aussi des lutteurs, des chasseurs, des soldats ou encore des animaux : cerfs, bœufs, chiens, chèvres, brebis, oiseaux.

## Découvertes

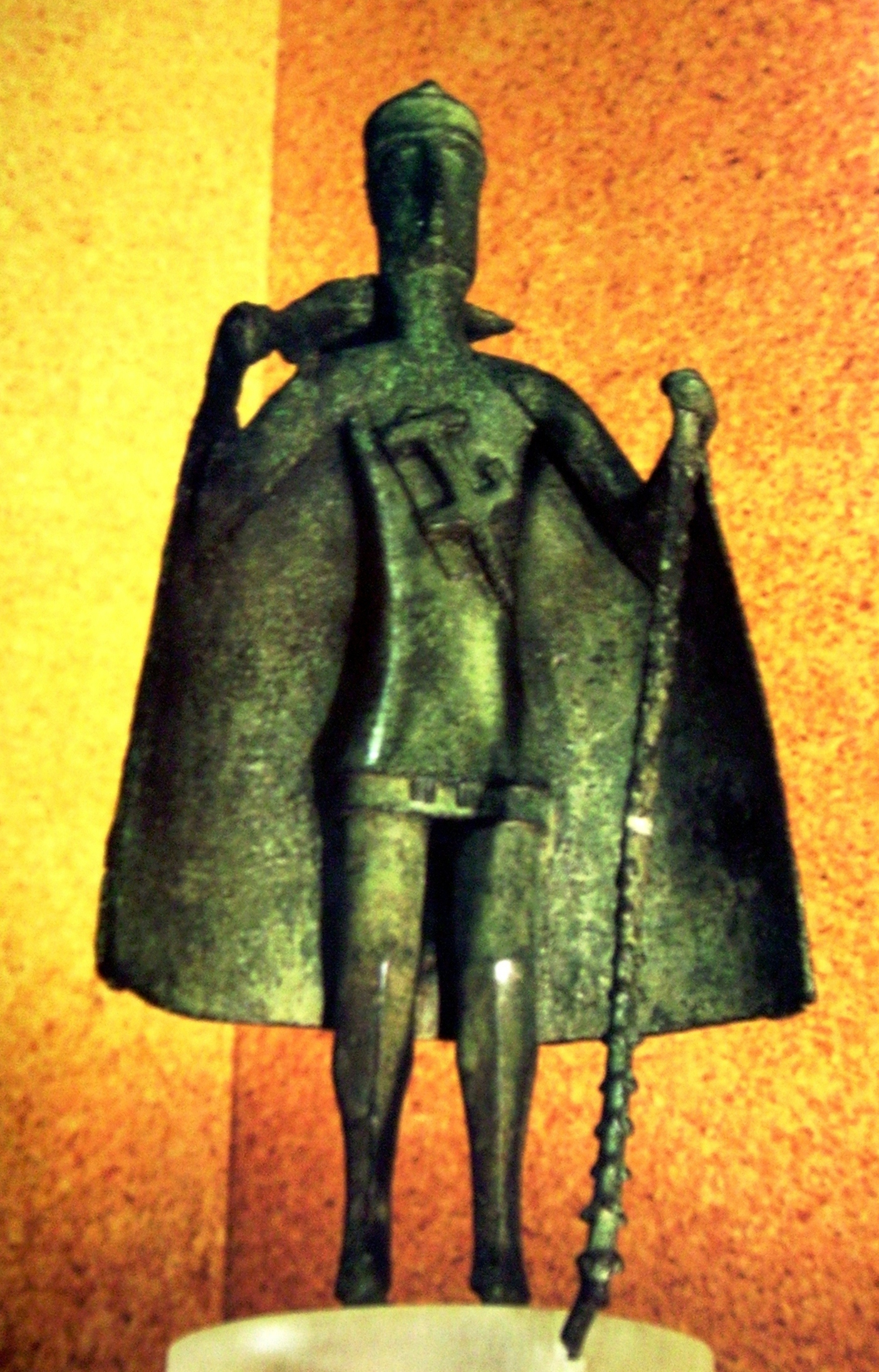
Bronze sarde d'Uta, Musée Archéologique National de Cagliari.

Lors de fouilles archéologiques, plus de cinq cents statues en bronze de ce type ont été découvertes, en particulier dans les lieux de sépulture et de culte tels que les tombeaux de géants, les puits sacrés et les temples (megara) ainsi que dans les villages et les nuraghi.

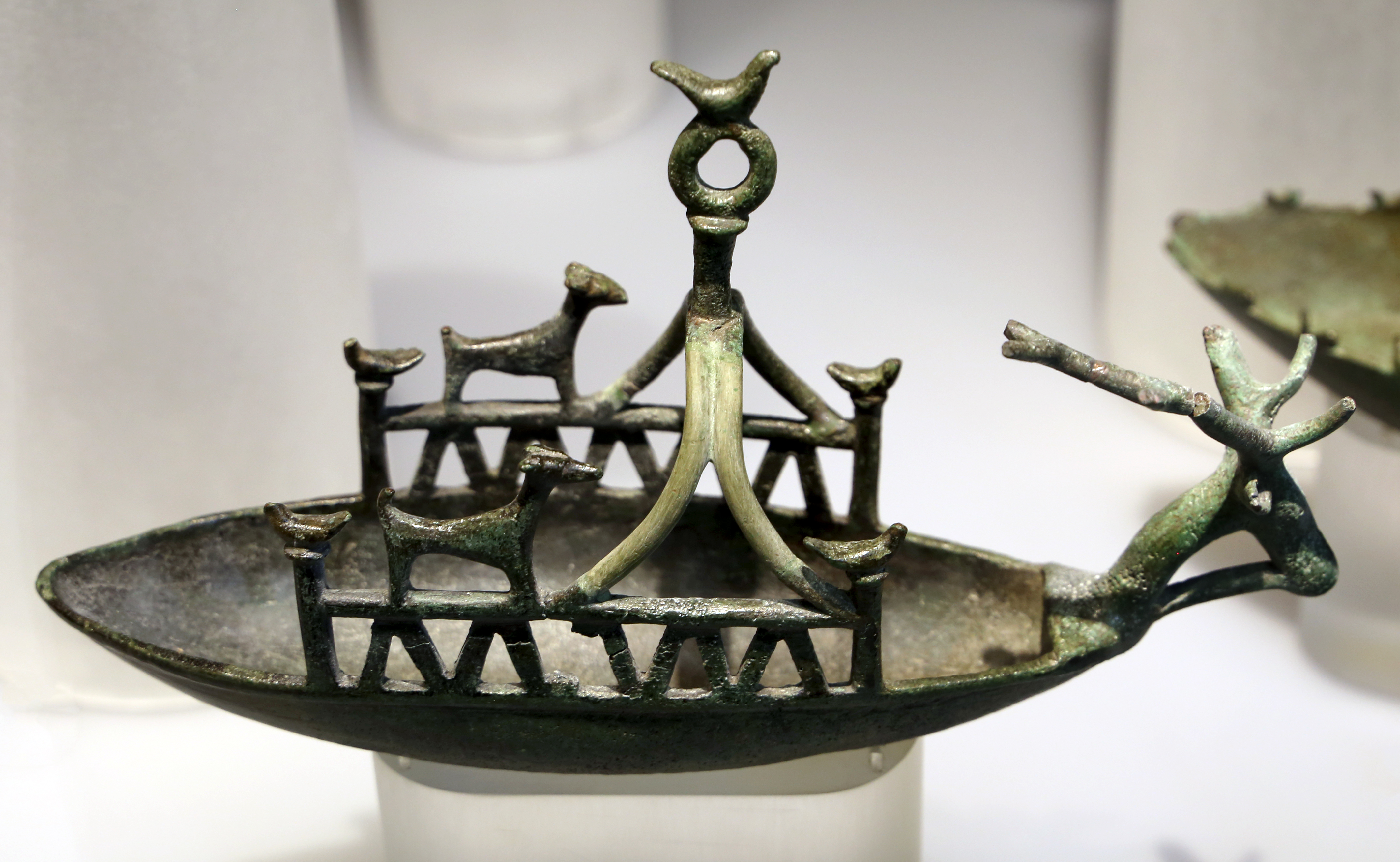
Vaisseau sarde de Bultei.

De nombreux produits de l'art considérés comme des bronzes sardes ont également été découverts lors de fouilles menées en Italie centrale (dans le nord du Latium et en Toscane), dans des tombes villanoviennes du IXe siècle av. J.-C..

## Datation
La communauté scientifique a longtemps pensé qu'ils avaient été réalisés entre les IXe et VIe siècles av. J.-C., mais quelques découvertes de fragments remontant au XIIIe siècle av. J.-C., à Orroli et Ballao, ont permis de dater leur confection d'une époque antérieure.
L'archéologue Ralph A. Gonzalez estime que la date des figurines les plus anciennes, comme celles du style Uta, est plutôt la période comprise entre le XIIe et VIe siècles av. J.-C..

## Technique de sculpture et représentation

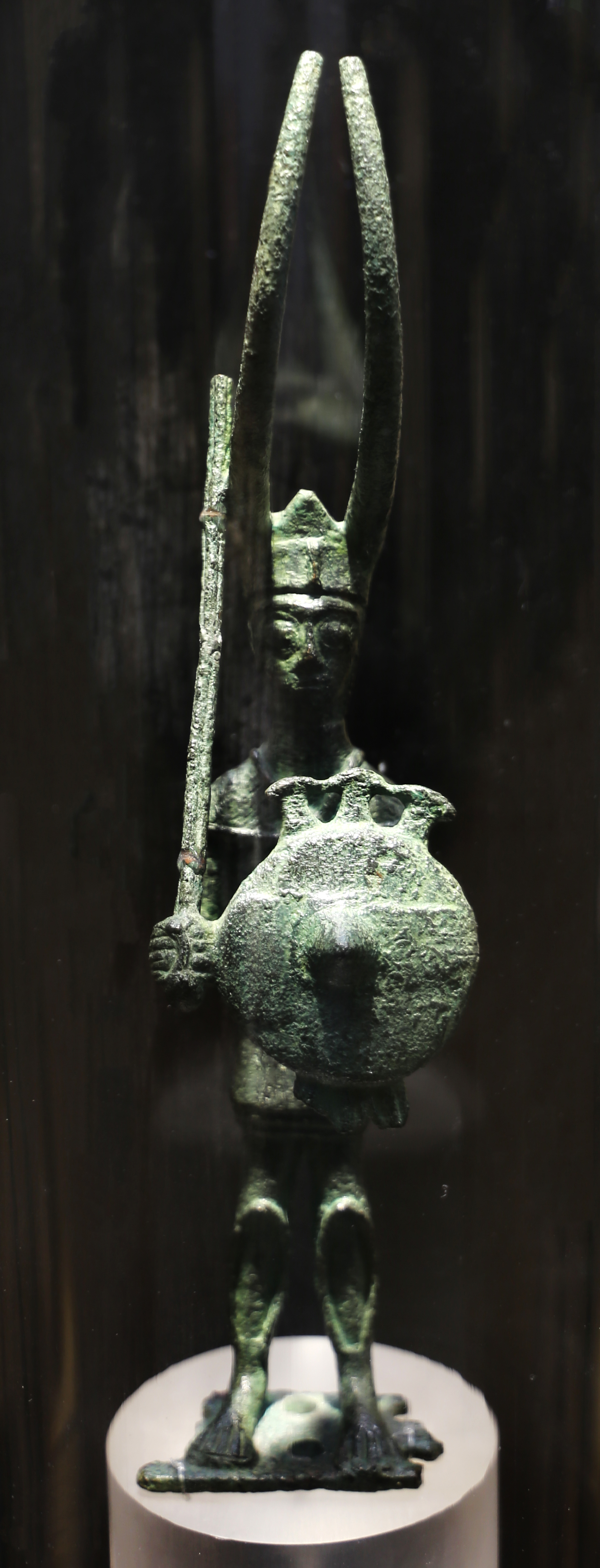
Guerrier au casque à cornes, de Senorbì.

Mesurant jusqu'à 35 voire 40 centimètres et obtenus avec la technique de la cire perdue, ils représentent des personnes de diverses classes sociales, des guerriers, des chefs de tribus, des divinités, des animaux mais aussi des objets de la vie quotidienne des populations proto-sardes comme des vases, armes et chariots miniatures ou maquettes de nuraghe. Les sujets représentés sont également importants pour les implications culturelles qui en découlent. Par exemple, les représentations d'un chien avec un collier, d'un chariot à deux roues, d'un chariot à quatre roues avec couvercle ou encore de l'archer chevauchant debout.

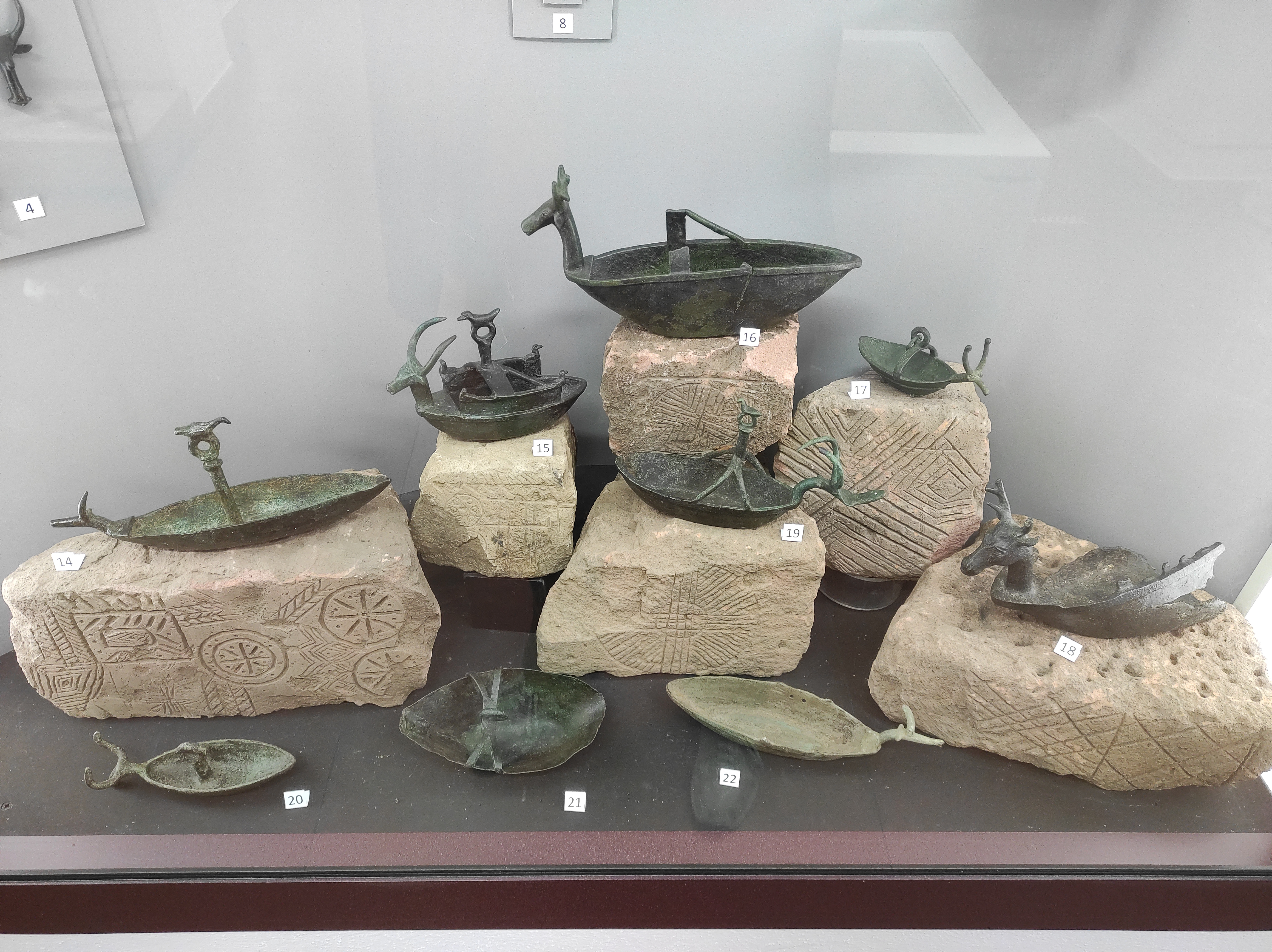
Navicelle, Musée Archéologique de Nuoro.

Parmi les statuettes, les navires (appelés « navires nuragiques ») se distinguent par leur quantité et leur raffinement, formant le plus grand nombre de copies à l'échelle de véritables bateaux anciens, tant par rapport aux populations de la même époque que d'autres périodes, démontrant la grande familiarité des populations nuragiques avec la mer et la navigation.
- Style méditerranéen,
- Style Uta,
- Style Abini-Téti.

Il n’a pas encore été vérifié si ces styles sont contemporains ou s’ils se sont succédé au fil du temps.
L'un des bronzetti retrouvés représente un joueur de launeddas, instrument à vent à trois tuyaux, qui est ensuite resté trois mille ans après l’instrument typique sarde, conçu pour émettre un son en continu et qui pour cela nécessite la maîtrise de la respiration circulaire. Parmi les autres représentations, une femme avec son fils dans les bras, mais aussi des lutteurs, ou encore un pasteur équipé d'un bâton noueux.

## Interprétation par les historiens
Les bronzetti sont considérés comme « une documentation exceptionnelle pour les archéologues ». Leurs représentations « guerrières » célèbrent des valeurs associées (courage, force…) qui renvoient selon l’archéologue Fulvia Lo Schiavo, au culte des ancêtres héroïsés.

## Parc archéologique nuragique
La coopérative La nuova luna a été créée en 1997 pour gérer le parc archéologique de Seleni consacrée à la culture nuragique, sur les vestiges locaux, qui se trouve sur les hauteurs de Lanusei, village situé sur la côte est de la Sardaigne, dans la région de l'Ogliastra.

## Principaux musées

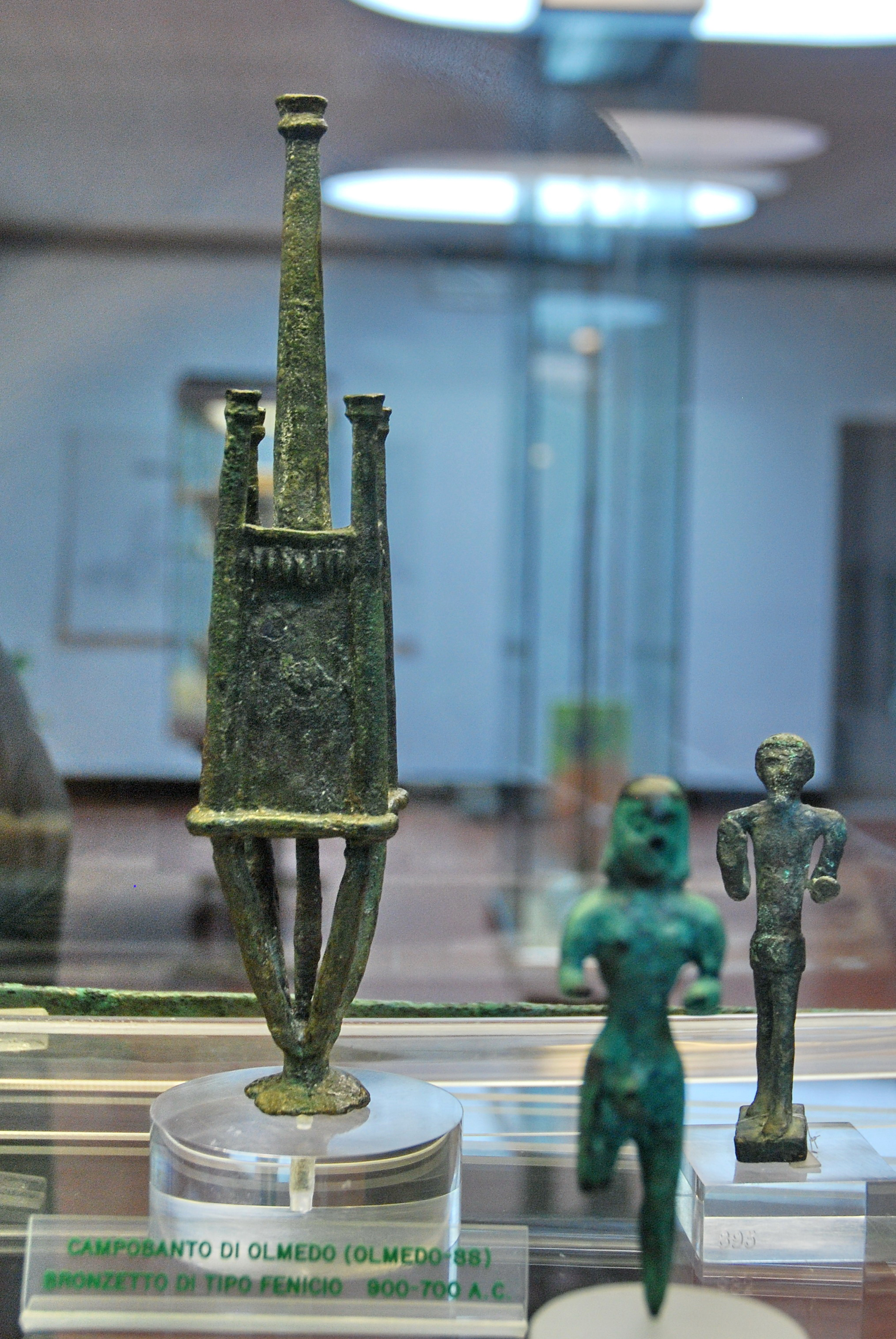
Statues en bronze exposées au musée GA Sanna de Sassari.

Les plus belles collections peuvent être admirées dans plusieurs principaux musées :
- Musée Archéologique National de Cagliari ;
- Musée Archéologique et Ethnographique National GA Sanna de Sassari ;
- dans les musées de Nuoro et Oristano ainsi que dans les musées locaux où se trouvent les principaux sites archéologiques de l'île.

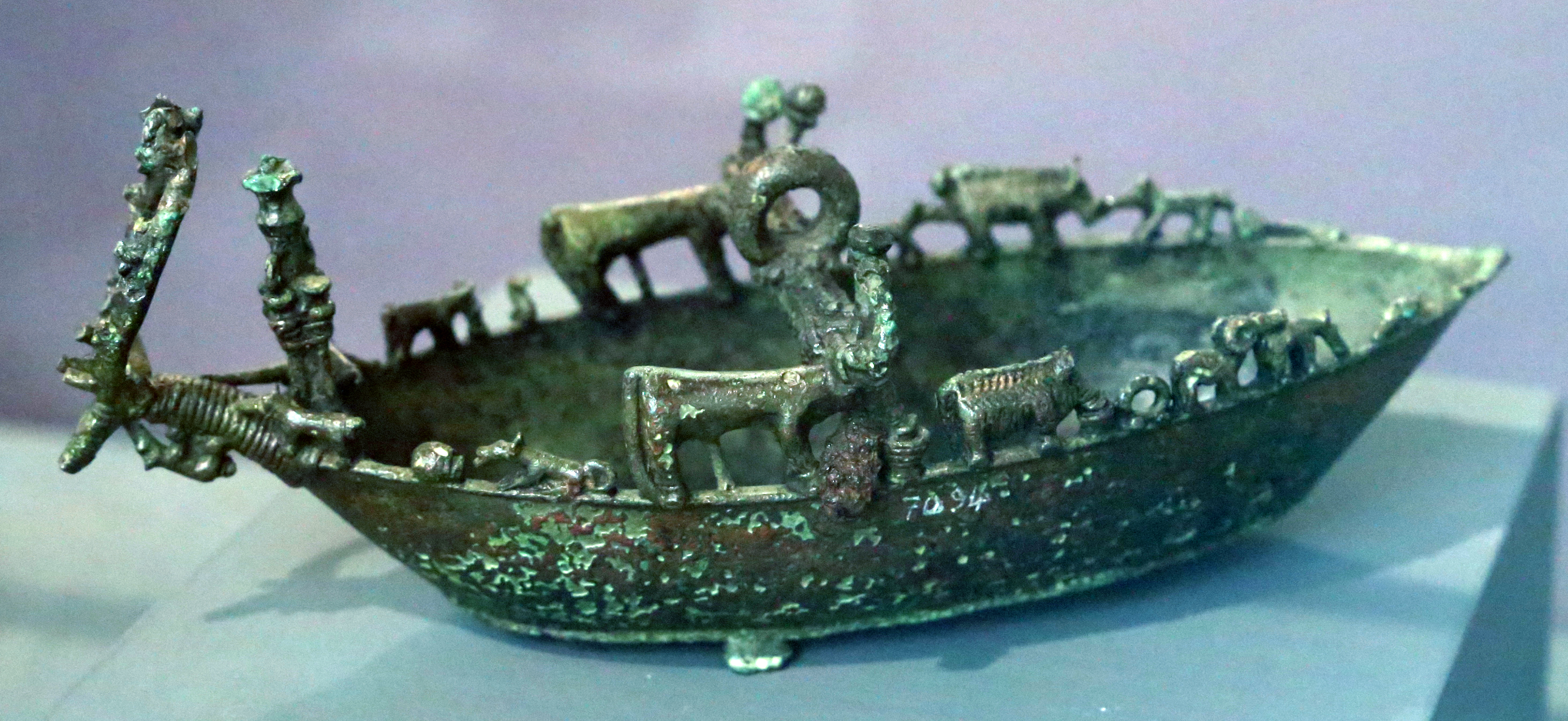
Navire nuragique du tombeau du Duce de Vetulonia, musée archéologique national de Florence.

De nombreux spécimens ont été donnés lors des fouilles à des collections privées et à des musées italiens et étrangers et se trouvent dans des villes comme Turin, Rome (Musée national ethnographique préhistorique Luigi Pigorini, Musée national étrusque de Villa Giulia), Florence, Crotone (Musée national étrusque de la Villa Giulia). Musée archéologique de Crotone) Londres (British Museum), New York et Los Angeles (Getty Museum). À l'heure actuelle, aucun recensement des œuvres des anciens Sardes présents dans les musées étrangers n'a encore été réalisé.
Il existe également plusieurs caisses de bronzes sardes mises aux enchères par des maisons célèbres comme Sotheby's ou Christie's.

## Galerie

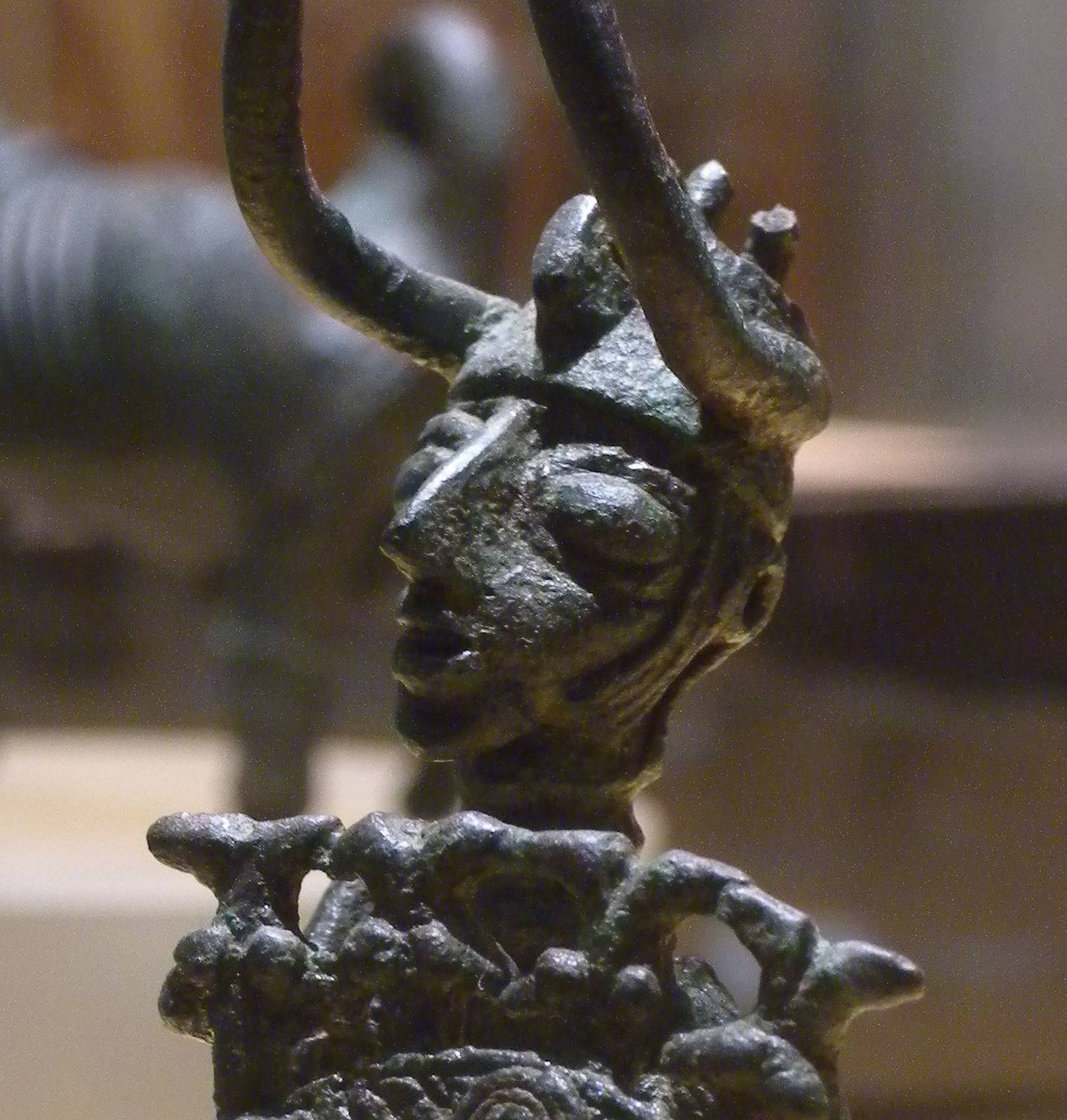
Bronze de Padria.
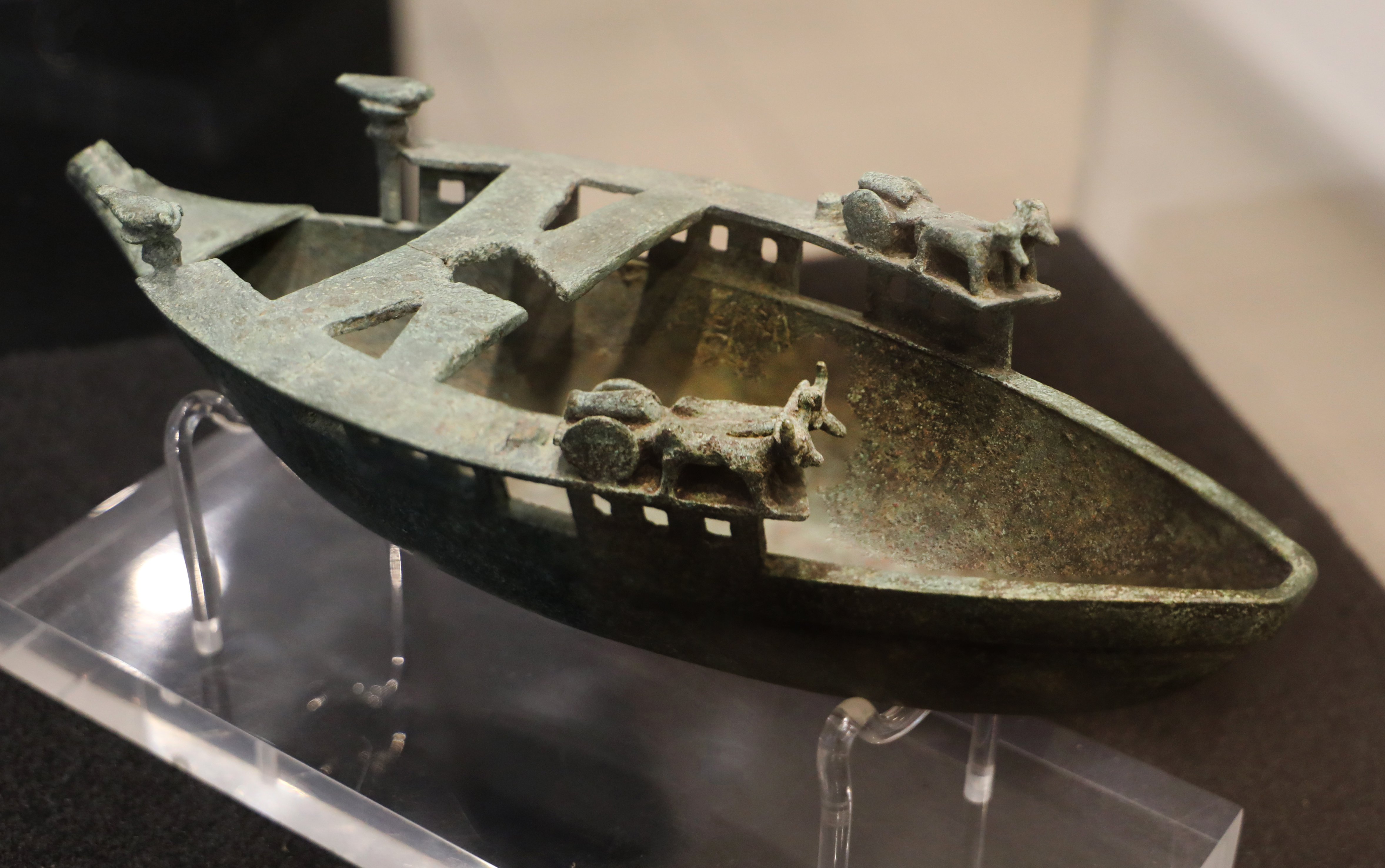
Vaisseau  nuragique, vers 900-790 av. J.-C., du Sanctuaire de Capocolonna à Crotone.
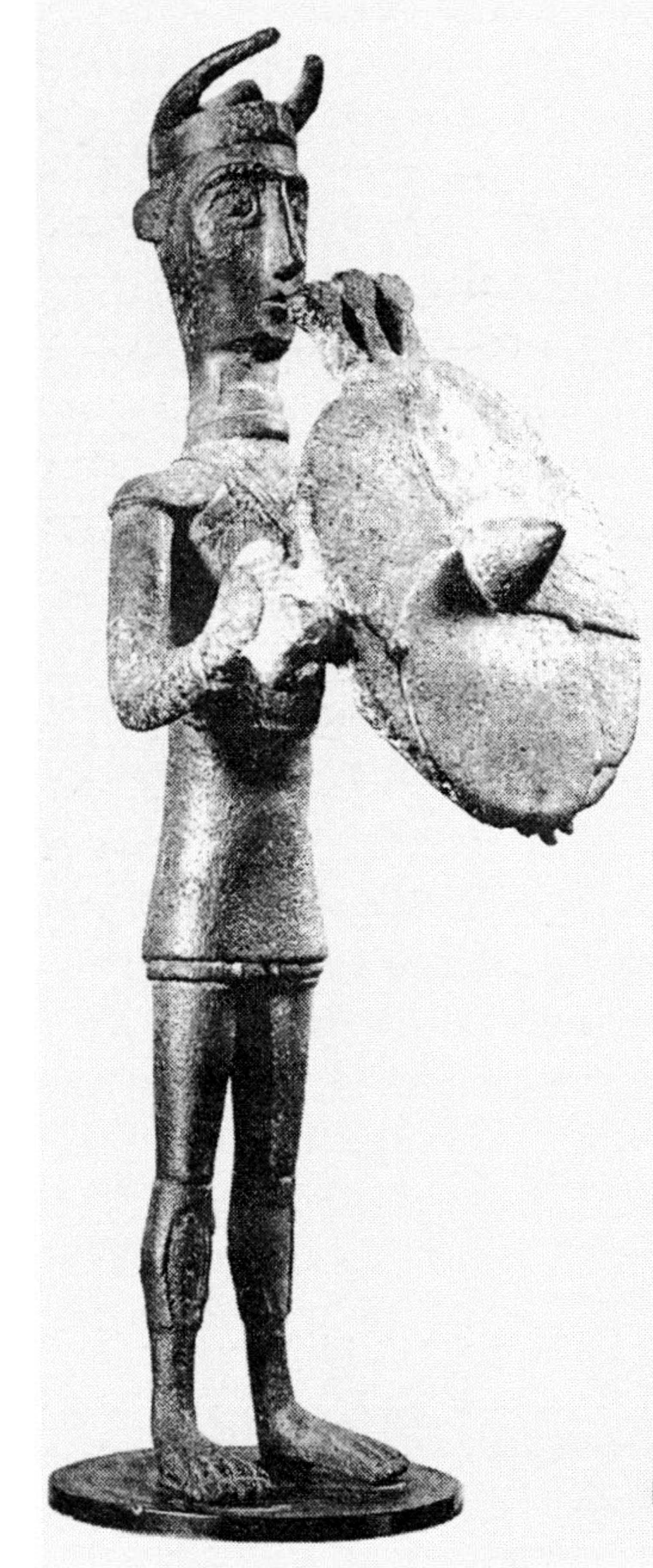
Nuragique en bronze de Sulcis,Musée national préhistorique et ethnographique Luigi Pigorini.
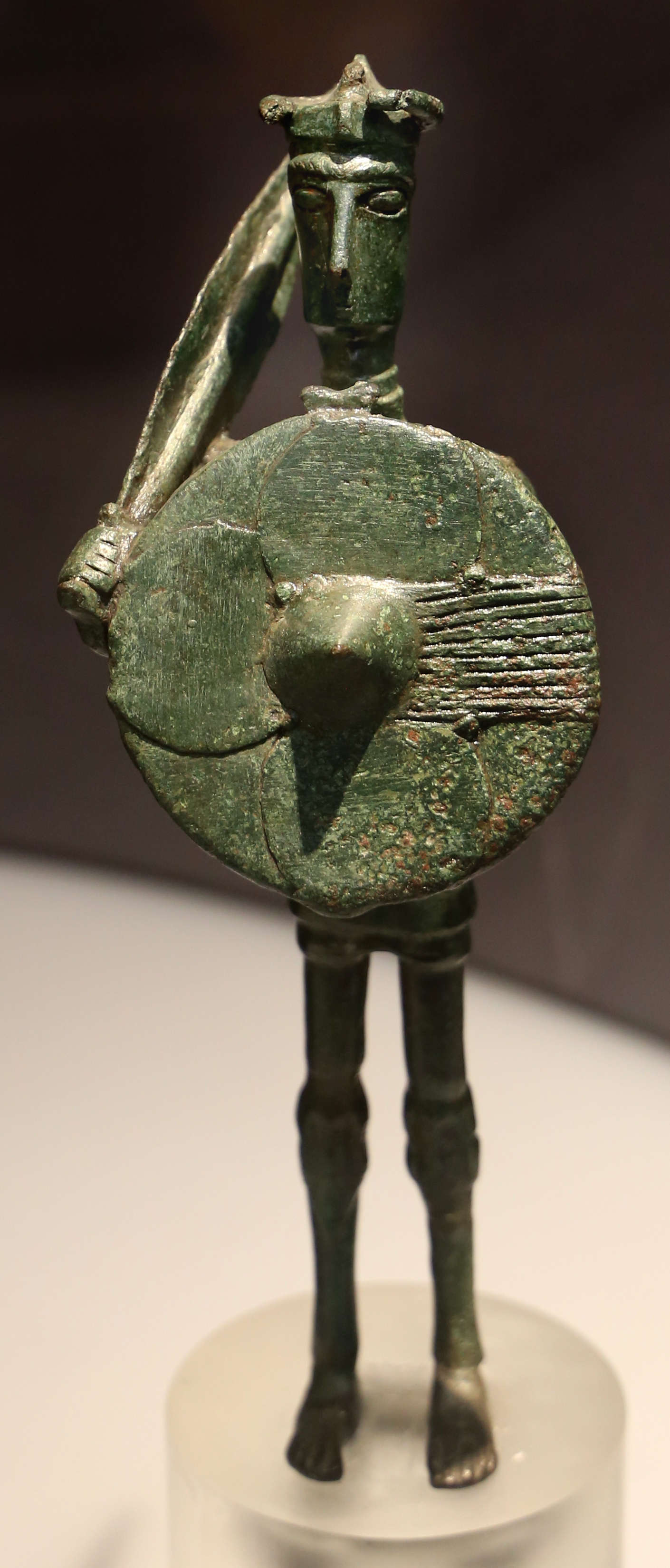
Bronzes sardes,Musée Archéologique National de Cagliari.
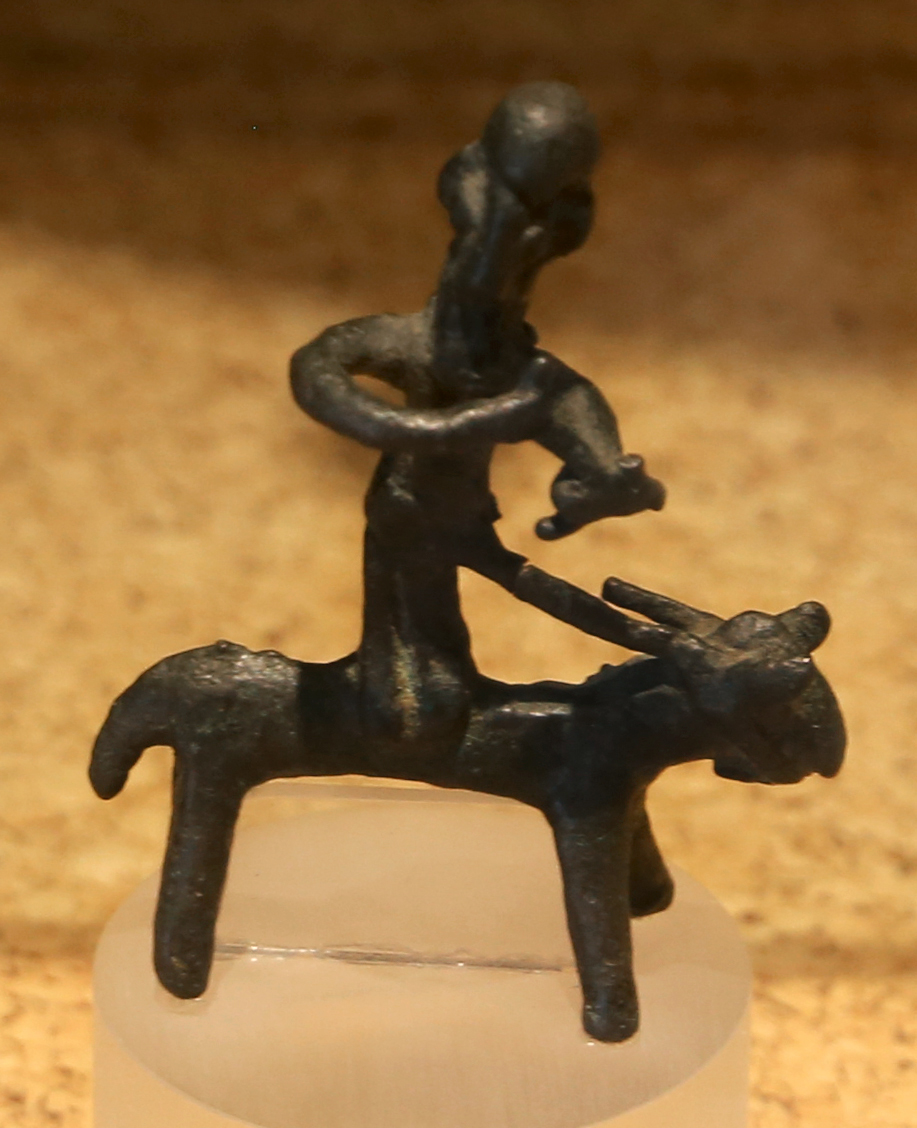
Statue en bronze d'un archer s'élançant début sur le dos d'un cheval du Sulcis.
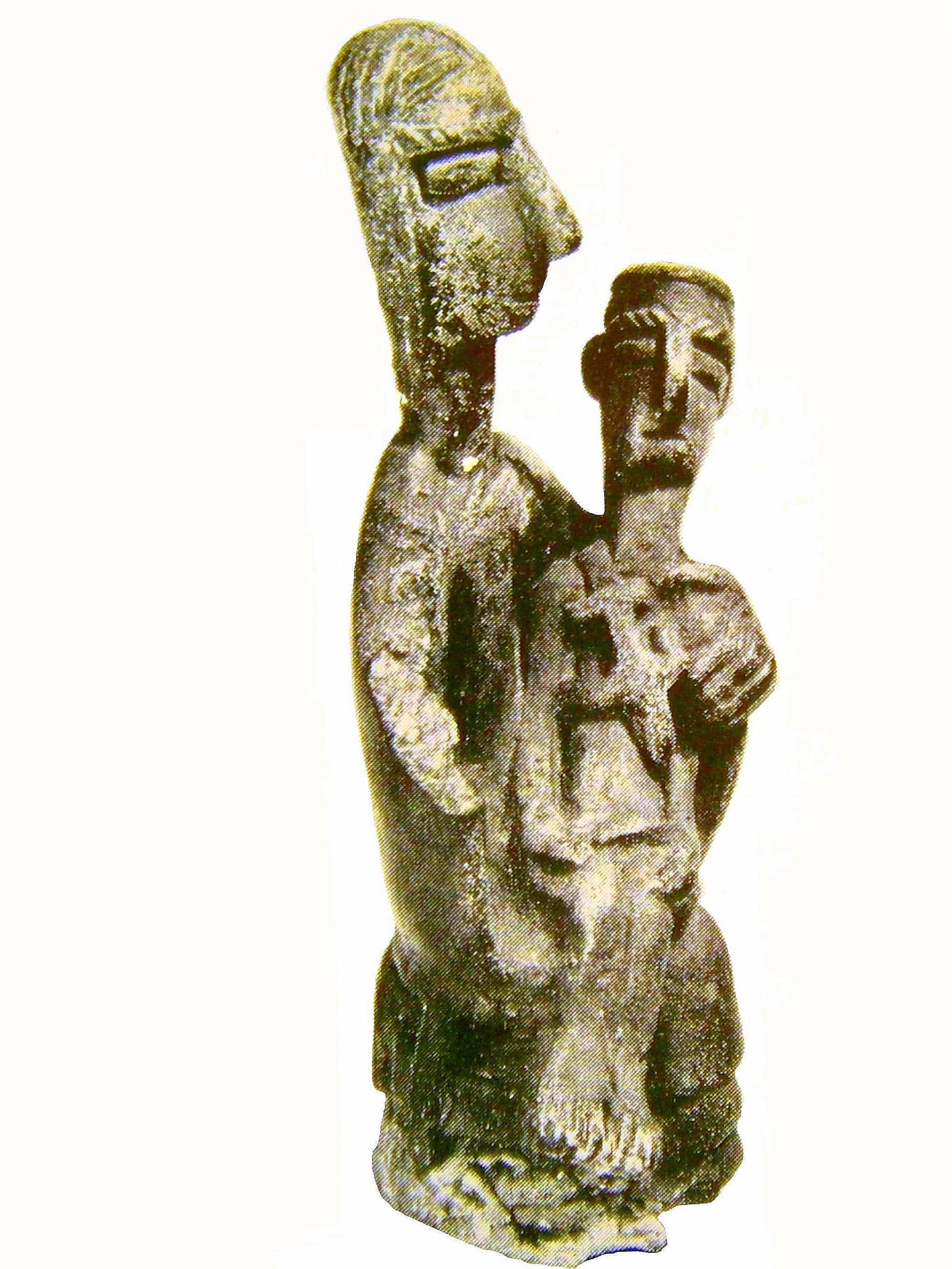
Bronzet dit la mère du assassiné ou le chant de la mère à Urzulei.
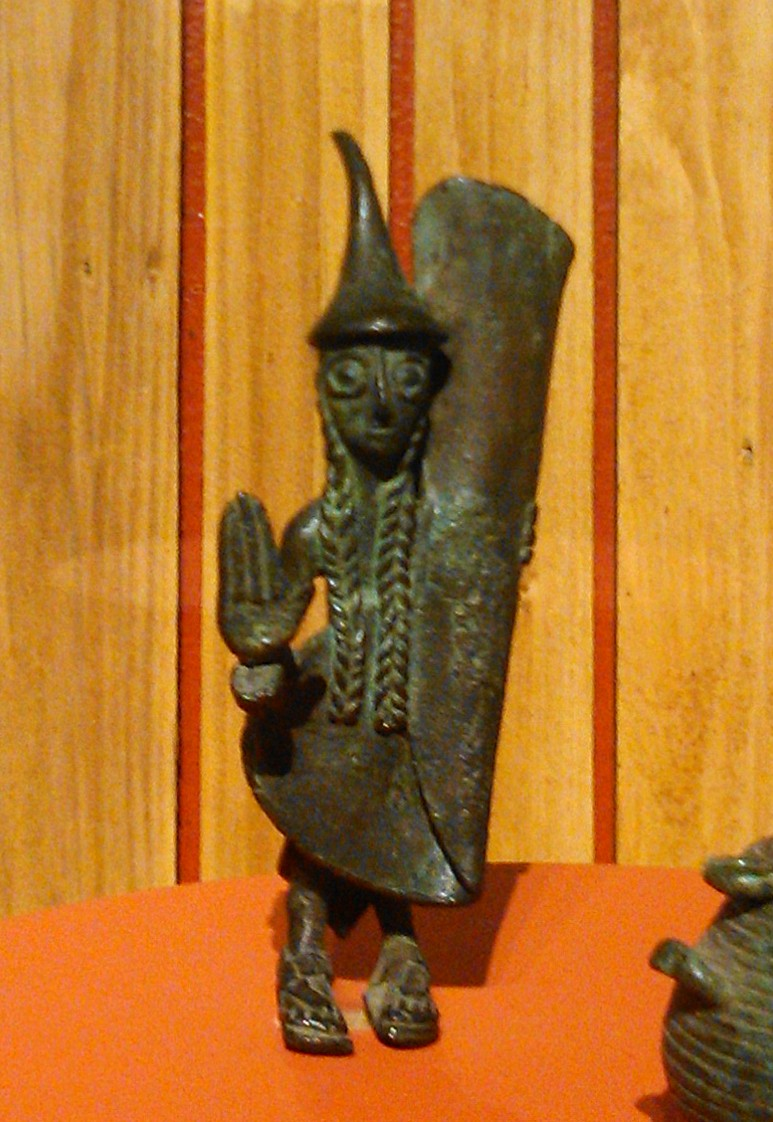
Des statues en bronze de Vulci.
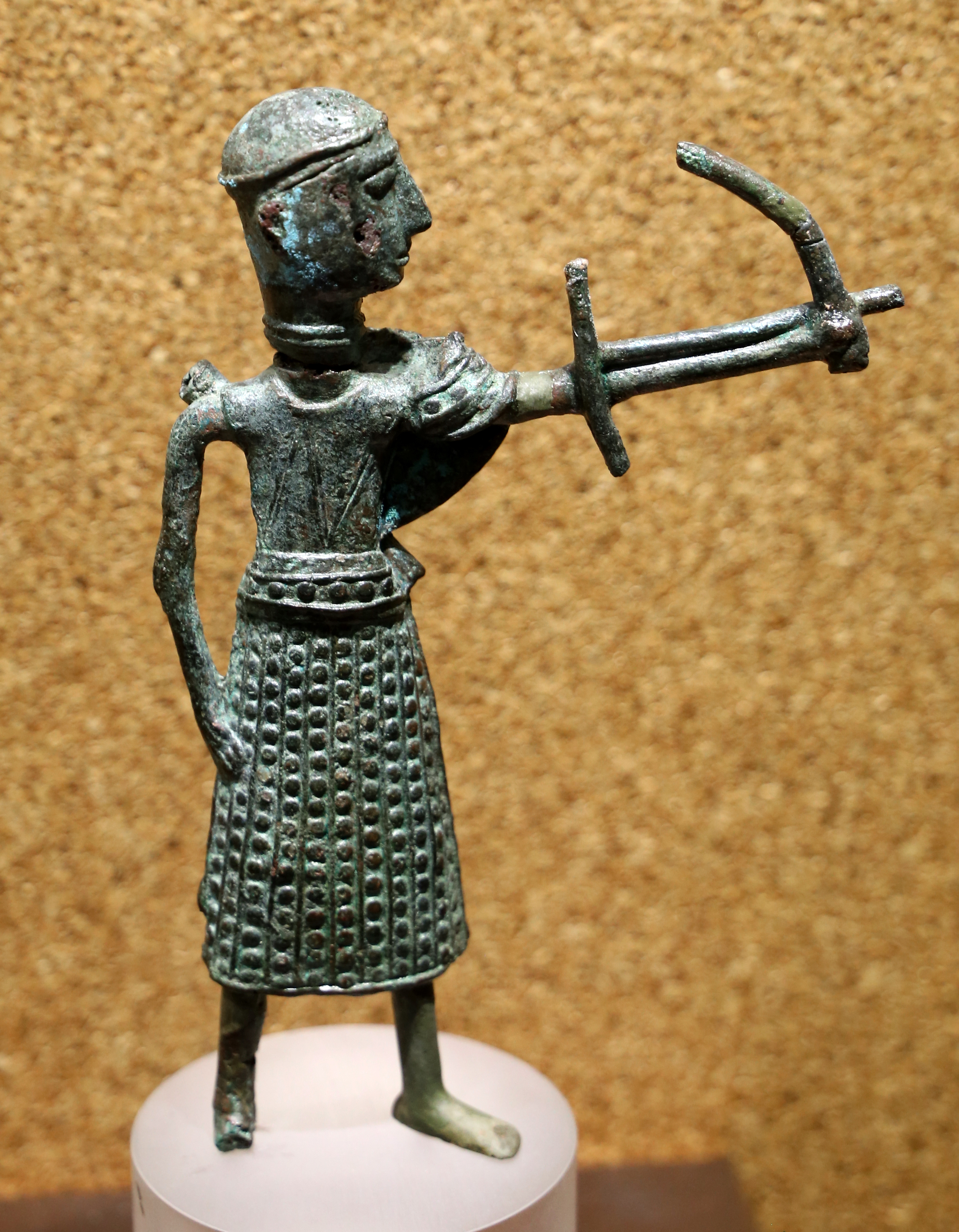
Statue en bronze représentant un archer portant un kilt Sardare.
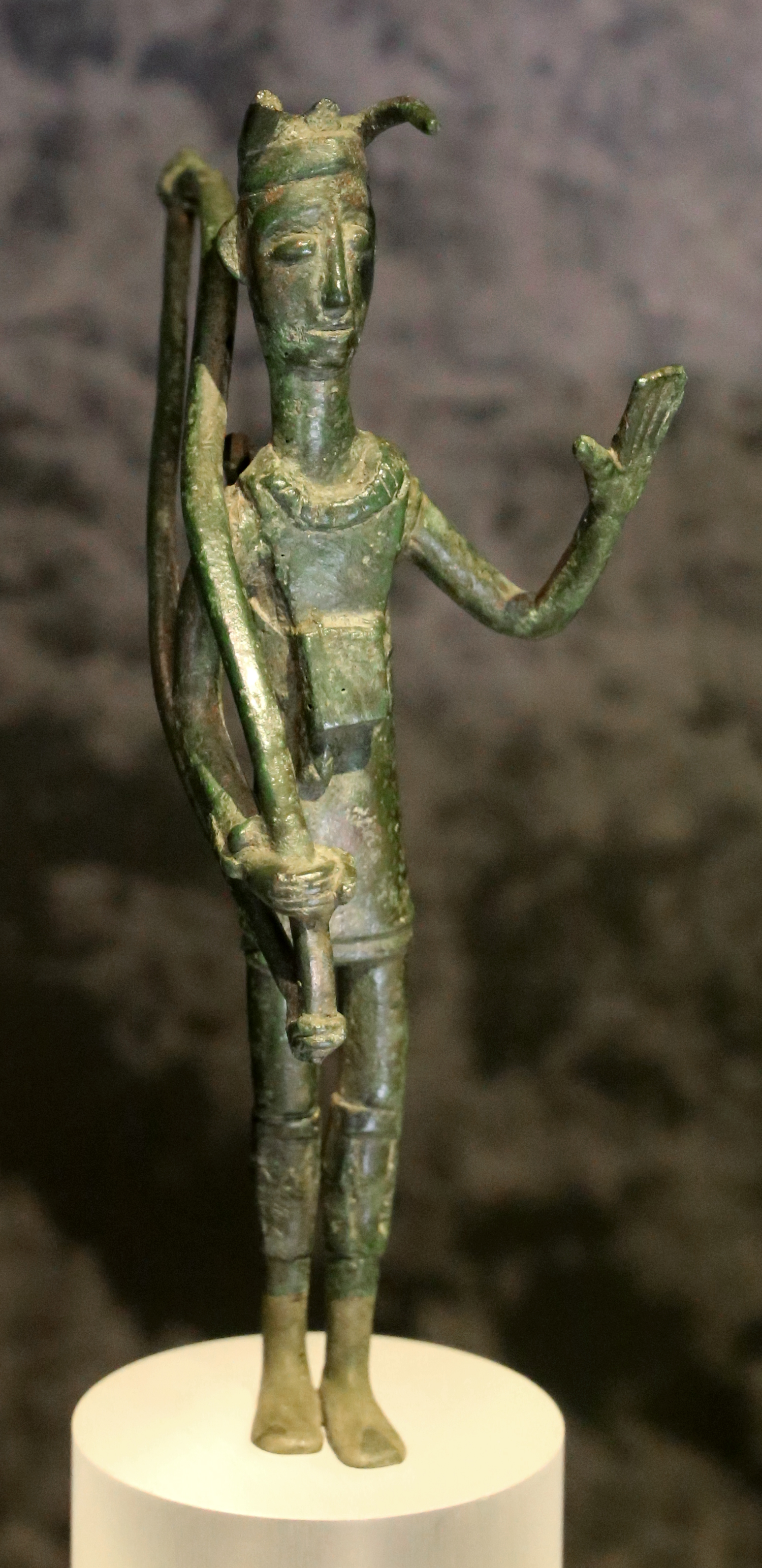
Statue en bronze représentant un archer.
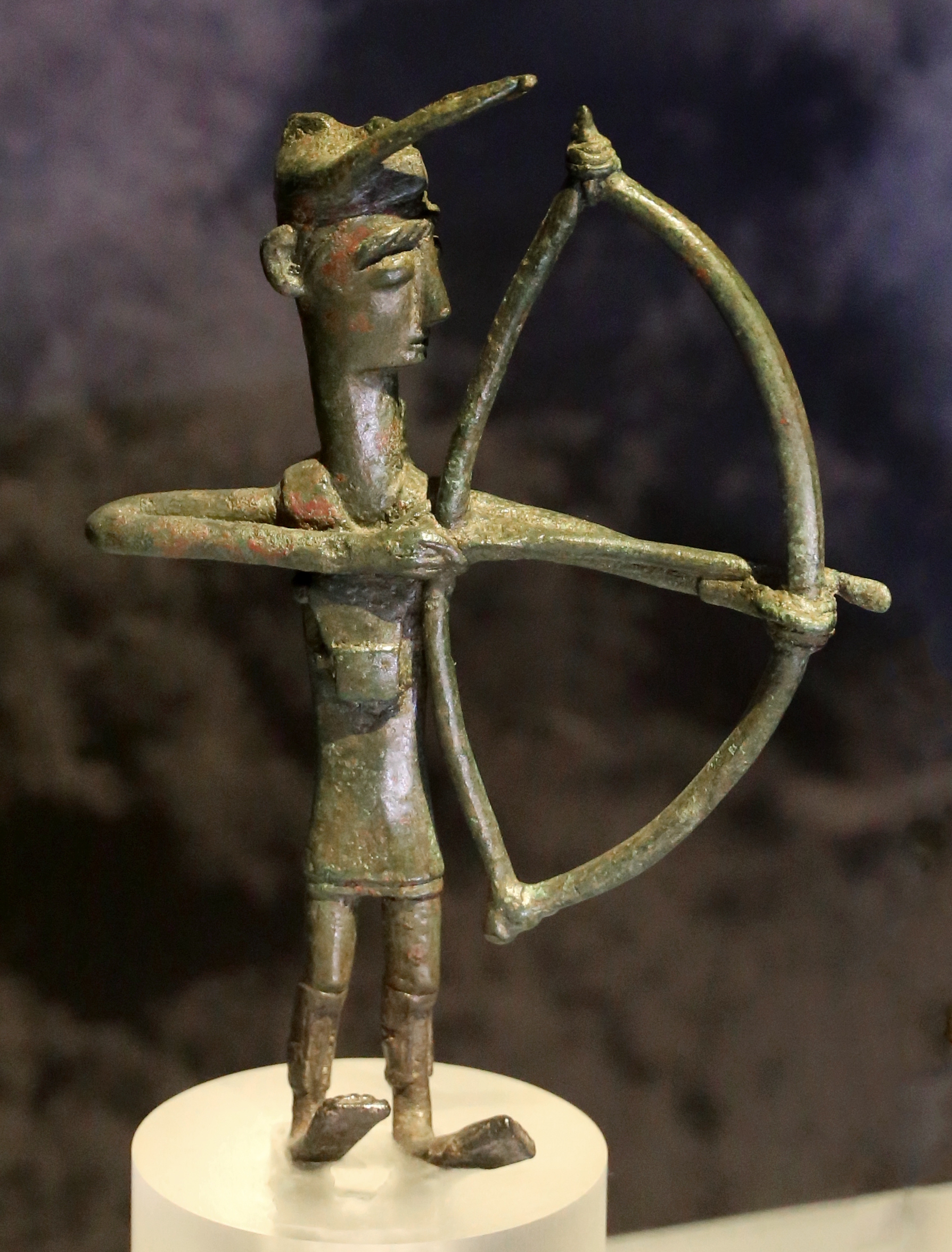
Statue en bronze d'un archer Sanctuaire nuragique d'Abini à Thétis.
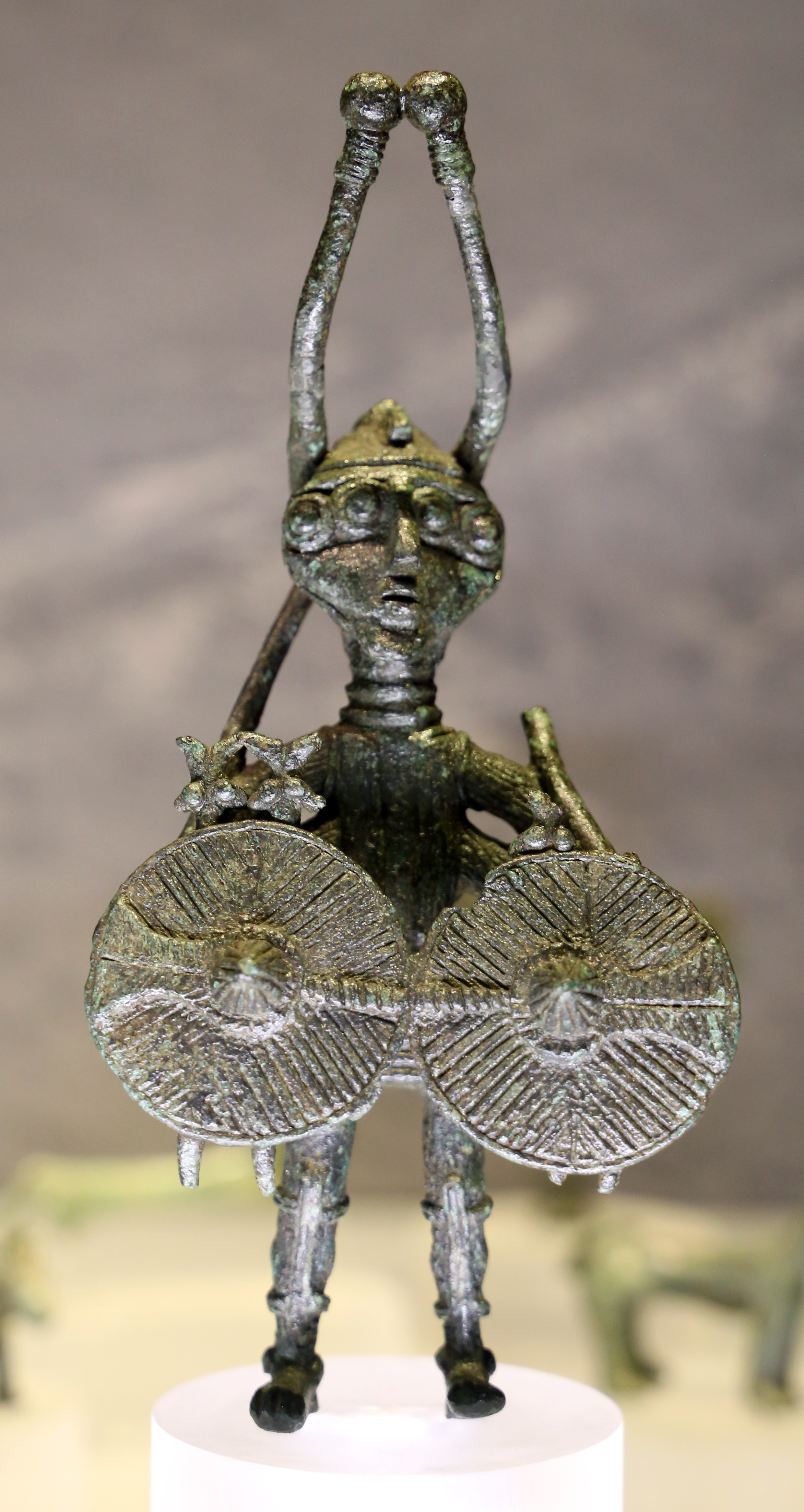
Héros à quatre yeux et quatre bras du sanctuaire nuragique d'Abini di Teti.
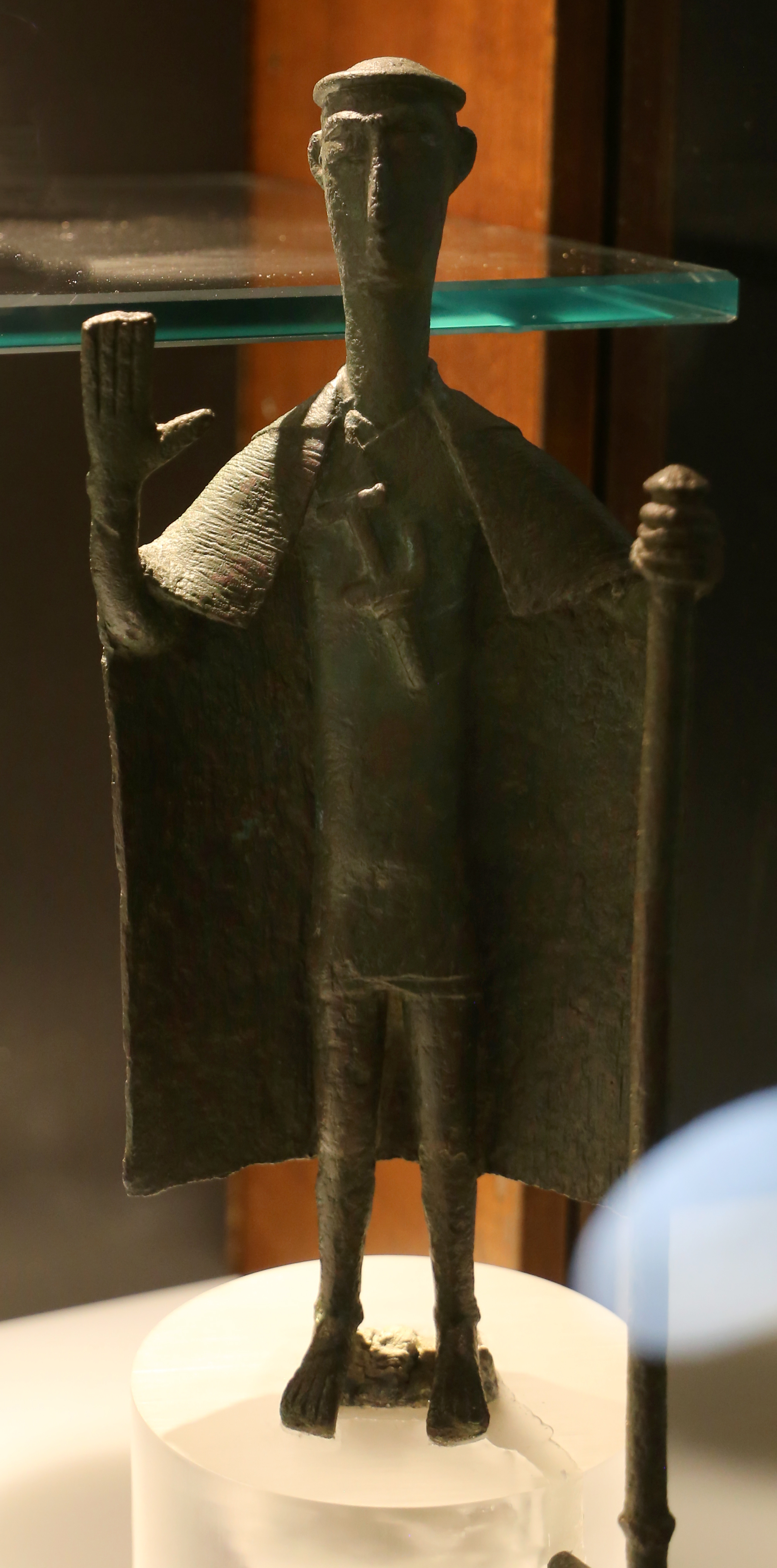
Chef tribal de Serri.
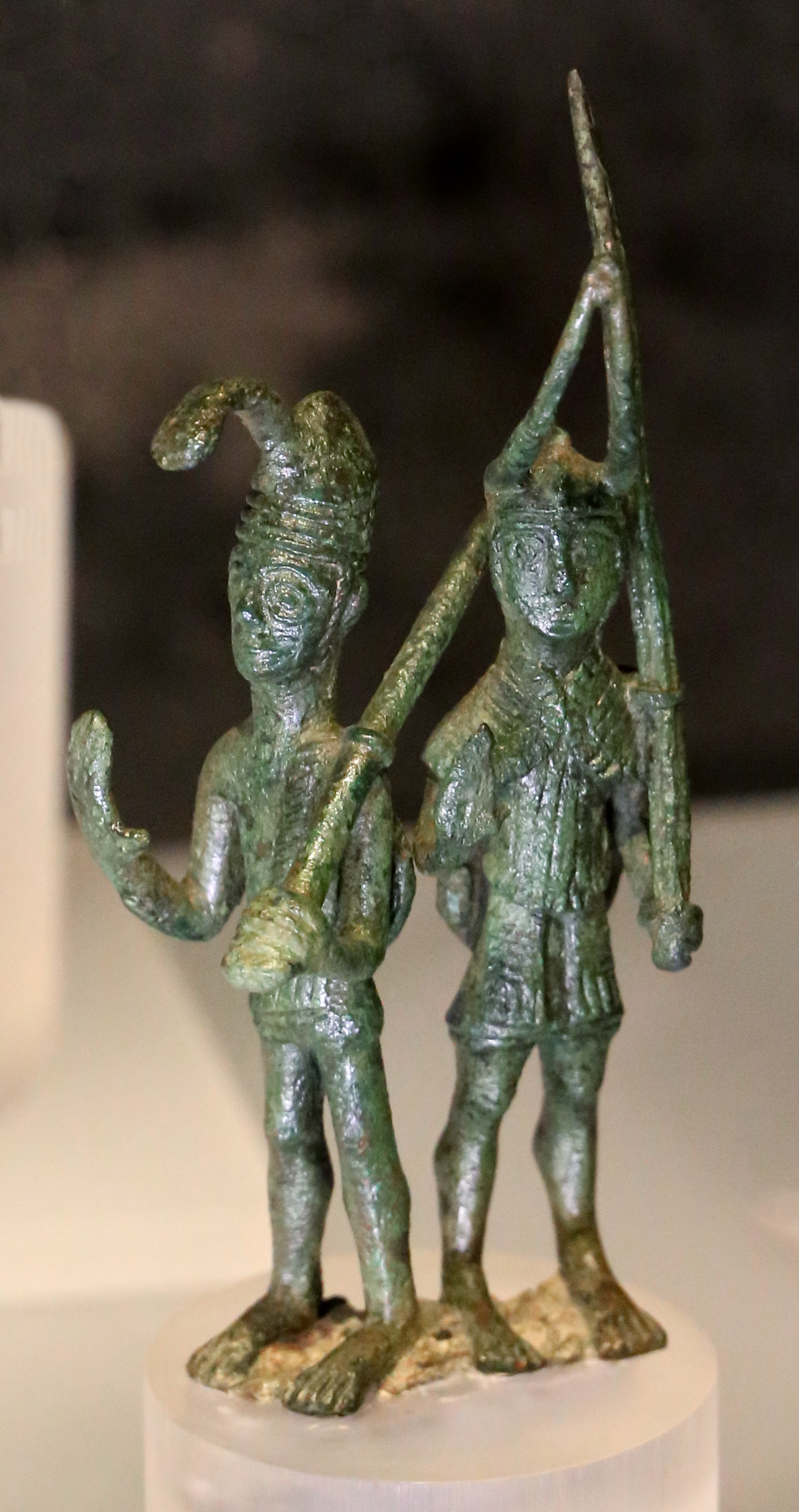
Paire de soldats d'Abini-Teti (NU).
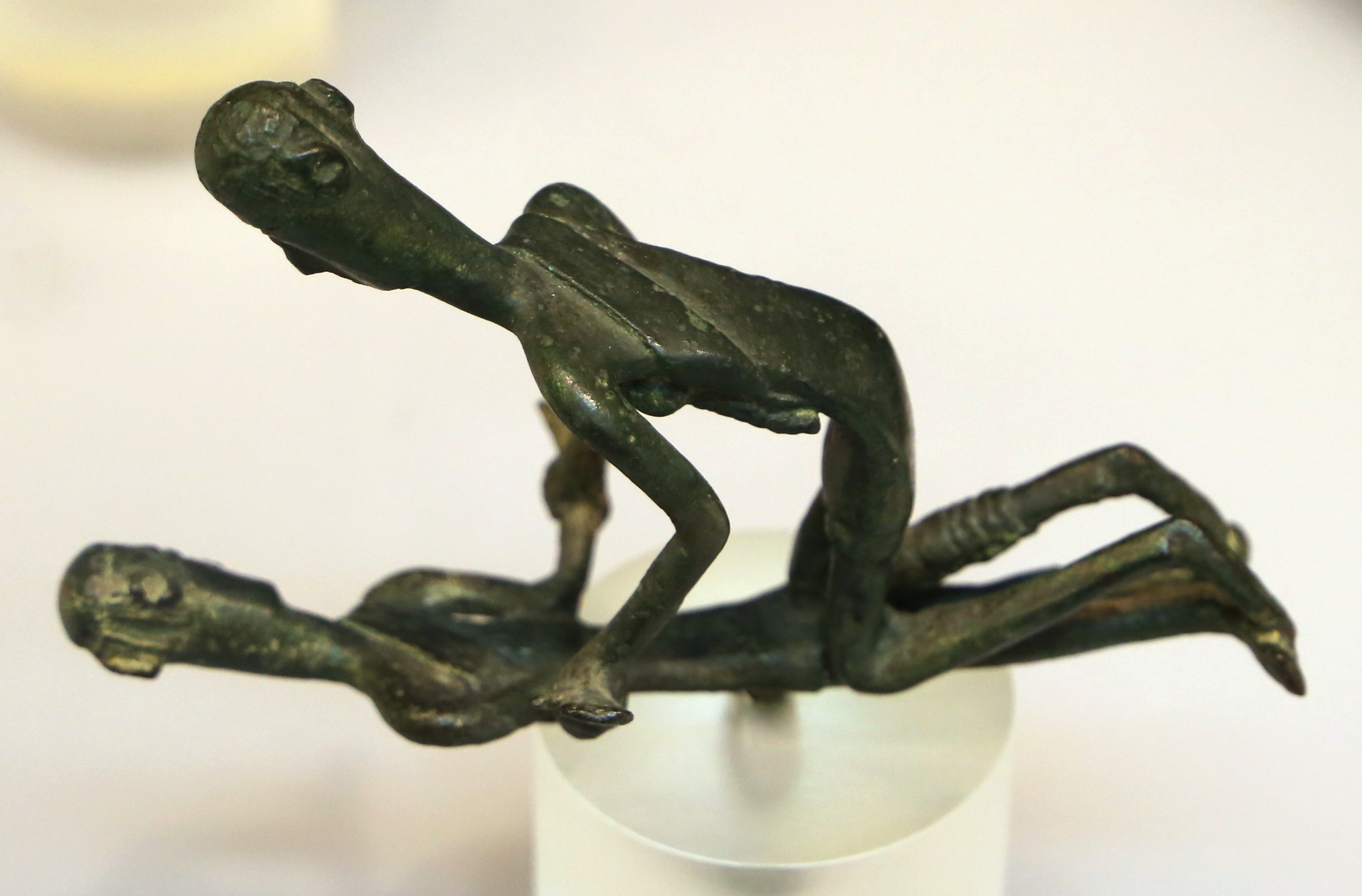
Lutteurs.

### Pages connexes
- Civilisation nuragique
- Musée archéologique national de Cagliari